# Inhalator
Inhalatoren sind medizinische Geräte (Applikatoren) zur Erzeugung von Aerosolen oder Dämpfen, die von Patienten eingeatmet werden können. Neben den Verneblern teilt das Europäische Arzneibuch Inhalatoren in Druckgas-Dosierinhalatoren, Normaldruck-Dosierinhalatoren und Pulverinhalatoren auf, die jeweils zur Herstellung eines Aerosols dienen. Insbesondere bei der Behandlung von obstruktiven Atemwegserkrankungen wie Asthma oder COPD werden Inhalatoren eingesetzt.

## Anwendung
Mit Inhalatoren können Patienten Wirkstoffe in die Lunge aufnehmen, die dort lokal begrenzt wirken oder rasch über die Alveolen in den Blutkreislauf gelangen und systemisch wirken. Bei der Lokaltherapie können Nebenwirkungen im restlichen Organismus verringert werden und es wird eine geringere Dosis benötigt, da ein größerer Dosisanteil den Wirkort erreicht als bei peroraler Applikation. Aber auch wenn der Wirkstoff zur systemischen Wirkung in den Blutkreislauf gelangen soll, ist meist eine geringere Dosis notwendig, da der First-Pass-Effekt in der Leber umgangen wird. Aufgrund der großen Resorptionsfläche der Lunge (ca. 70–100 Quadratmeter) und der dünnen Epithelschicht gelangen Wirkstoffe schneller in den Körper und können früher wirken als bei peroraler Verabreichung.

Für die lokale Therapie von Atemwegserkrankungen werden eine Vielzahl an Inhalatoren vermarktet. 2006 veröffentlichte Pfizer Exubera, einen Insulininhalator für die systemische Therapie des insulinpflichtigen Diabetes, nahm diesen aber kurz darauf wegen fehlenden Interesses wieder vom Markt. Seit 2014 ist in den USA mit Afrezza von MannKind ein neuer Insulininhalator erhältlich.

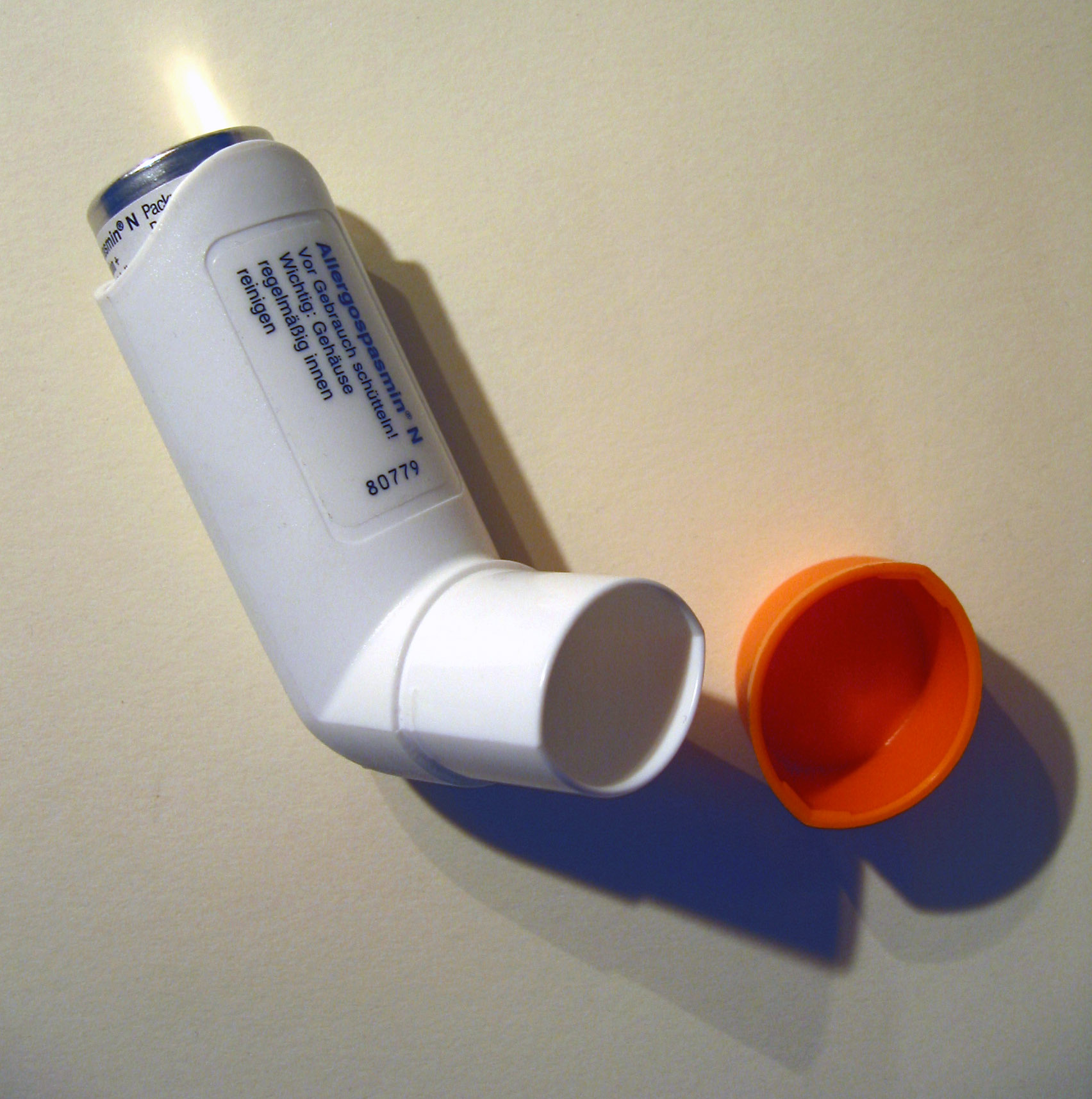
Druckgas-Dosierinhalator

## Typen

### Druckgas-Dosierinhalatoren
Druckgas-Dosierinhalatoren (auch Dosier-Aerosol genannt) sind Applikatoren, in denen das Medikament in flüssiger Form als Lösung, Suspension oder Emulsion vorliegt. Durch meist druckverflüssigte Treibgase, wie fluorierte Kohlenwasserstoffe, steht das Arzneiformreservoir unter Druck. Bei Betätigung wird durch eine Dosierkammer und ein geeignetes Ventil eine definierte Menge Wirkstoff als Aerosol freigesetzt. Abhängig von der entstehenden Tröpfchengröße gelangen die entstandenen Partikel unterschiedlich tief in die Lunge. Meist wird eine Teilchengröße mit einem mittleren aerodynamischen Durchmesser (MMAD) von 1 bis 5 µm angestrebt. Größere Partikel würden sich durch Impaktion am Rachen abscheiden. Kleinere Partikel zwischen 0,1 und 1 µm sedimentieren zu langsam und werden wieder ausgeatmet. Noch kleinere Teilchen (< 0,1 µm) scheiden sich zwar durch Diffusion gut ab, sind aber wesentlich schwieriger herzustellen. Die gewünschte Partikelgröße kann nicht nur durch die Ventilgröße eingestellt werden, auch durch die Oberflächenspannung der Rezeptur kann Einfluss auf die Tröpfchengröße genommen werden.
Voraussetzung für eine erfolgreiche Inhalation ist eine koordinierte Atmung und Betätigung des Inhalators. Patienten sollen tief, aber langsam einatmen, um eine hohe Lungenabscheidung zu erreichen. Für Kinder und Patienten, die Probleme mit der koordinierten Einatmung haben, hilft ein Spacer – dies ist eine Inhalierhilfe in Form einer Kunststoffkammer, die dem Dosierinhalator vorgeschaltet wird. Moderne Druckgas-Dosierinhalatoren, wie der Autohaler oder Easi-Breathe, applizieren die Dosis automatisch, sobald der Patient einatmet und erhöhen dadurch den Erfolg der Therapie.

#### Lagerung und Entsorgung
Dosieraerosole enthalten problematische Inhaltsstoffe, wie zum Beispiel leicht entzündliche, explosive und gesundheitsgefährdende Gase. Bei hohen Temperaturen geht von den Behältern eine Explosionsgefahr aus. Aus diesem Grund dürfen die Sprays nicht über 30 Grad Celsius gelagert und müssen entsprechend vor Hitze, direkter Sonneneinstrahlung und Frost geschützt werden. Diese Aufbewahrungsbedingungen für Treibgasdosen sind im § 6 der Gefahrstoffverordnung (GefStoffV) geregelt.
Durch die begrenzte Haltbarkeit sind die meisten Dosieraerosole nicht vollständig entleert. Somit verbleiben geringe Mengen des Gases bzw. des Wirkstoffs in dem Druckgasbehälter. Bis Treibgas und Wirkstoff sicher und ordnungsgemäß entfernt wurden, gehören die Dosieraerosole zu den gefährlichen Abfällen und müssen nach dem Abfallschlüssel 150110* (Verpackungen, die Rückstände gefährlicher Stoffe enthalten oder durch gefährliche Stoffe verunreinigt sind) oder AS 160504* (gefährliche Stoffe enthaltende Gase in Druckbehältern (einschließlich Halonen)) entsorgt werden. Die ordnungsgemäße Entsorgung darf somit nicht über die Restmülltonne oder über den Gelben Sack stattfinden, da es sich um gefährlichen Abfall handelt, der von einem zertifizierten Entsorger als Gefahrgut entsorgt werden muss. Daher sollten Dosieraerosole in der Apotheke oder bei einem Schadstoffmobil abgegeben werden.

### Normaldruck-Dosierinhalatoren
In Normaldruck-Dosierinhalatoren steht die Zubereitung nicht unter Druck, sondern wird durch mechanische Energie und Düsen oder Ultraschall zerstäubt. 

### Pulverinhalatoren
Eine Vielzahl an Pulverinhalatoren befindet sich auf dem Markt, die sich in ihrem Aufbau und in ihrer Anwendung unterscheiden. Das zu inhalierende Pulver liegt entweder in Einzeldosenbehältnissen, wie zum Beispiel Kapseln, vordosiert vor oder wird durch einen geeigneten Dosiermechanismus bei jeder Applikation abgemessen. Anders als bei Druckgas-Dosierinhalatoren wird die Zubereitung nicht aktiv durch den Applikator zerstäubt, sondern durch die Atmung des Patienten fein verteilt und aufgenommen. Dadurch eignen sich diese Inhalatoren nicht für Patienten, die nicht kräftig einatmen können.

### Vernebler
Vernebler trennen feine Flüssigkeitströpfchen von einem flüssigen Arzneistoffreservoir ab. Dadurch entsteht ein Aerosol, das durch Mundstücke vom Patienten eingeatmet werden kann. Es sind drei Funktionsprinzipien bekannt, nach denen die Vernebler eingeteilt werden. Bei Düsenverneblern erzeugt ein starker Luftstrom an einer Düse einen Unterdruck und zieht so Tröpfchen aus einem kapillaren System. Da die Tröpfchen unterschiedliche Größen aufweisen, hält eine Prallplatte zu große Tröpfchen zurück. Bei Ultraschallverneblern wird mittels eines vibrierenden Piezokristalls Ultraschall generiert, der für die Entstehung der Tropfen verantwortlich ist. Je höher die Frequenz gewählt wird, desto feiner werden die Tröpfchen (normalerweise 1–3 MHz). Membranvernebler zeichnen sich durch eine sehr dünne, aus tausenden Mikrobohrungen bestehende Membran aus, die im kHz-Bereich schwingt. Durch diese Schwingungen fungiert jede Mikrobohrung als kleine Pumpe und produziert feinste Tröpfchen mit einem definierten MMAD.
Der zeitliche Aufwand für eine inhalative Therapie mit Verneblern ist größer als mit Pulver- oder Druckgasdosierinhalatoren. Jedoch ist keine besondere Atmungskoordination notwendig, sodass diese Therapie besonders für Kinder gerne verwendet wird.

### Inhalatoren mit heißem Wasser
Diese einfachen Geräte bestehen aus einem Behälter, der mit heißem Wasser gefüllt wird, das mit dem Inhalationsmittel  versetzt ist (etwa als Aufguss). Auf den Behälter wird ein trichterförmiger Mund-Nase-Aufsatz befestigt, über den dann der aus dem Behälter aufsteigende Dampf inhaliert wird.
Diese Art der Inhalation kann auch improvisiert werden, indem das Wasser in eine Schüssel gefüllt wird, über die sich der Patient beugt, mit einem Tuch über dem Kopf um das Entweichen des Dampfes zu verringern.
Inhalation mit heißem Wasser wird bei Beschwerden der oberen Atemwege wie Husten und Erkältung als Hausmittel empfohlen. Dabei wird mit Kamillentee, Wasser mit Eukalyptusöl oder einfach nur reinem Wasser inhaliert.